# Lorrain
Pour les articles homonymes, voir Lorrain (homonymie).
Ne doit pas être confondu avec francique lorrain.
Pour les articles ayant des titres homophones, voir Laurain, Lorin et Lorrin.
Le lorrain, ou plus précisément le lorrain roman, est une langue d'oïl. Ce terme désigne l'ensemble des dialectes romans de Lorraine qui sont par ailleurs devenus très peu usités au début du XXIe siècle puisqu'ils sont en sérieux déclin depuis les années 1930. Malgré cela, de plus en plus de personnes s'y intéressent au XXIe siècle dont des linguistes qui l'étudient.
Le lorrain déborde sur la frontière belge, où il est appelé gaumais. Il était également parlé dans les hautes vallées des Vosges, et il gardait là des formes archaïques comme la conservation des affriquées (tchaté pour château) ; du côté alsacien (Pays welche), on distingue le patois welche apparenté aux parlers de l'Est vosgien.
D'autre part, le lorrain roman se distingue du francique lorrain, appellation utilisée depuis le XXe siècle pour désigner les divers dialectes germaniques de Lorraine.

## Classification Linguasphere

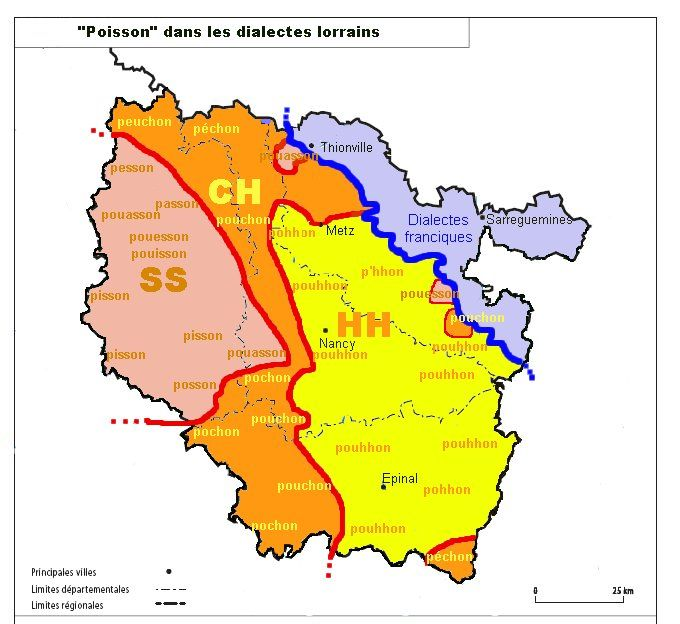

L'observatoire linguistique Linguasphere distingue sept variantes du lorrain :
- argonnais (Argonne, Woëvre, est des Ardennes françaises, Meuse, Meurthe-et-Moselle)
- longovicien (Longwy, Longuyon, Meurthe-et-Moselle nord)
- gaumais (arrondissement de Virton, cantons de Montmédy et Stenay en Meuse et le canton de Carignan en Ardennes)
- messin (Metz, pays messin et toute la Moselle francophone)
- nancéien (Nancy, sud de Meurthe-et-Moselle)
- spinalien (Épinal, Vosges centrales)
- déodatien (Saint-Dié, Hautes-Vosges)

Après 1870, les membres de l'académie Stanislas de Nancy ont relevé 132 variantes de patois lorrain entre Thionville au nord et Rupt-sur-Moselle au sud, ce qui signifie que les variantes principales se déclinent en sous-variantes.

## Histoire
Sous l'ancien régime, comme en Lorraine encore indépendante, l'enseignement était une affaire religieuse. Dès le début de XVIIe siècle, l'évêque de Toul exigea que chaque paroisse ait une école, ce qui fut fait. Les « régents d'écoles » formés en français enseignèrent à leur tour en français. Si les enfants continuaient à parler le patois, ils intégrèrent beaucoup de néologismes d'origine française dans leur langue maternelle. Il est probable que beaucoup de mots lorrains phonétiquement proches du français ont vu leur prononciation s'infléchir en faveur de ce dernier à partir de ce moment. Il y a donc eu une sorte de dénaturation de la langue dès cette époque.
La Révolution française avait pour leitmotiv « une nation, une langue » que certains interprétèrent « une nation, une seule langue ». Les langues régionales seront ainsi l'objet de violentes attaques sous les formes les plus diverses depuis la période révolutionnaire jusqu'au début du XXe siècle. En revanche, il est très injuste de faire porter la responsabilité de la déchéance des langues régionales aux seuls instituteurs laïcs, fussent-ils « grognards de la République ». C'est leur prêter plus d'influence qu'ils n'en avaient réellement même si certains d'entre eux usaient de moyens très coercitifs. D'autres fonctionnaires de l'éducation ont beaucoup œuvré pour transmettre ce patrimoine immatériel. Léon Zéliqzon était professeur d'université quand il publia son œuvre magistrale : le Dictionnaire des patois romans de Moselle. Il avait été précédé en cela par Lucien Adam qui a écrit son lexique Les patois lorrains en s'appuyant sur les contributions de correspondants locaux, majoritairement instituteurs. Henri Labourasse, qui est l'auteur du Glossaire abrégé des patois de la Meuse, était aussi officier de l'Instruction publique.
L'abandon définitif du lorrain roman est principalement d'ordre économique et social. Le début de la deuxième moitié du XIXe siècle voit se mettre en place un immense exode interne. La population jusque là essentiellement rurale se déplace vers les villes à la recherche de travail dans la toute nouvelle industrie. Si la langue ne gêne pas trop l'obtention d'un travail en usine en période de plein emploi, il est indispensable de parler la langue nationale pour gravir quelques échelons dans la hiérarchie de l'entreprise. Il en est de même pour obtenir un très convoité poste dans la fonction publique du XIXe siècle. Les Lorrains, mais surtout les mamans lorraines vont très vite comprendre que le français est la langue de la promotion sociale et l'imposer aux enfants dès leur plus jeune âge. Les monographies écrites dans chaque commune en prévision de l'exposition universelle de 1889 fournissent de précieux renseignements pour évaluer l'état de la langue régionale. À ce moment-là, le lorrain roman est encore connu de tous mais la majeure partie des ruraux lorrains parlent français, hors zone francique.
Georges Tronquart dans son ouvrage Trois patois de la colline inspirée donne quelques exemples de l'évolution de la langue régionale dans son village : « en 1890, les enfants de Saxon-Sion s'adressaient aux adultes en patois mais en 1900, ils répondaient aux adultes en français, y compris à ceux qui les interpellaient en patois ». « Les réunions du conseil municipal de Saxon-Sion se sont tenues en patois jusqu'en 1910 ». « Monsieur Thirion né et mort à Saxon-Sion n'a jamais prononcé un mot de français avant 1914 ; il n'a plus prononcé un mot de patois après 1918 ». En revanche, le même auteur s'étonne que les jeunes filles de Praye parlent patois entre elles en 1923.
La situation a évolué de manière sensiblement différente dans le département de la Moselle. Son annexion en 1871 a provoqué un regain d'intérêt pour les deux langues locales. Dans les deux cas cela permettait d'affirmer son identité locale, et offrait en plus l'avantage de ne pas être compris des "vieux-allemands" (pour le patois roman) et même de la plupart d'entre eux (pour les dialectes germaniques). Si l'allemand standard (Hochdeutsch) était la langue officielle du Reichsland, le français restait la langue de l'administration et de l'enseignement dans les communes réputées francophones, et son emploi restait toléré ailleurs (même si c'était mal vu par certains). Dans la biographie d'Hubert Vion, curé de Bazoncourt de 1869 à 1896 et auteur de plusieurs ouvrages sur le lorrain roman, on raconte qu'il eut l'audace d'adresser un compliment en patois roman à l'empereur Guillaume II en visite dans la région. Ainsi, pendant que le lorrain roman subissait un très net et très rapide recul en Meurthe-et-Moselle, Meuse et dans les Vosges, il connaissait un certain regain en Moselle. C'est seulement à partir de 1945 que l'on cessa de le parler dans ce département.

## Toponymie
Dans l'ancien Lorrain, le phonème obtenu avec la lettre X et sa prononciation « à la française » n'existe pas. La lettre X présente dans de très nombreux toponymes et quelques patronymes lorrains est à l'origine une erreur de graphie. Émile Badel dans son Dictionnaire des noms de rues à Nancy dénonce « la corruption verbale des toponymes lorrains contenant une lettre "x" ». Il explique que cette lettre s'est substituée à la lettre grecque <χ> (chi) dont la phonétique est totalement différente. Pour bien marquer sa désapprobation, il conclut le sujet par ces mots : « la mauvaise prononciation moderne n'est donc que le fait d'une sorte de pédantisme qui a la prétention de savoir lire correctement ». D'autres pensent que c'est l'apparition de l'imprimerie avec un jeu limité de caractères qui a opéré la substitution entre <χ> et <x>.
À l'origine, le phonème lorrain aujourd'hui mal orthographié <x> était un son [x] ressemblant au <ch> allemand ou à la jota espagnole ou encore au <c'h> breton, son que l'on rencontre également par exemple en Arabe et en Russe. Dans les documents d'étude du Lorrain-roman de la fin du 19e siècle et début du 20e, ce phonème est écrit <hh> par les philologues (voir entre autres les ouvrages de Léon Zéliqzon).
Dans les patronymes d'origine lorraine et dans les toponymes lorrains, la prononciation de la lettre <x> est, selon les cas, indiquée <ch, c, s, ss> et <z> dans des ouvrages du XVIIIe et du XIXe siècle ; à titre d'exemple, les prononciations de Xertigny et Xivray sont indiquées « Certigny » et « Sivray » en 1756, les prononciations de Xocourt et Vaxy sont indiquées « Chocourt » et « Vachi » en 1861, quant au x de Saint-Max il est muet à cette époque : « mâ ». Concernant cette dernière ville, on entendait encore à la fin du XXe siècle d'anciens habitants prononcer un [ʁ] guttural et très assourdi, à peine audible, à la fin du toponyme. Exemple : Saint-Mâr. Cet «assourdissement» de la dernière lettre n'était pas rare. Il se produisait sur le [e] final de Toul prononcé Toue. Il est important de comprendre la différence entre cet "assourdissement" et l’élision que l'on rencontre à Foug (Fou en lorrain), à Einville-au-Jard (Einville-au-Ja) et surtout à Art-sur-Meurthe (É-su-Meu).
Autour de Charmes et d'Épinal, les toponymes avec <x> se prononçaient [s] jusqu'à la fin du XXe siècle : Nomexy se prononçait Nome'si, Vaubexy se prononçait Vaube'si, Ubexy se prononçait Ube'si.
L'évolution de la prononciation des noms aux XIXe et XXe siècles n'est probablement pas un phénomène nouveau. Il faut avoir à l'esprit que ces prononciations sont celles d'une période historique donnée et qu'elles étaient probablement très différentes plus tôt dans l'histoire.
Quelques exemples de localités en lorrain roman du XIXe siècle, : S'li en Sauneu (Silly-en-Saulnois), Aumanv'lé (Amanvillers), Auvlé (Avillers), Circo (Circourt), Ronco (Roncourt), Ansrevelle (Ancerville), Fieuvelle (Fléville), Lech'ire (Lixières), Méch'ly (Marsilly), Ma-lai-tô (Mars-la-Tour), Mékieuf (Mécleuves), Bieu (Beux), Monteu (Montoy), Augondange/Agondanche (Hagondange), Souagsonche (Xouaxange), Chaméni (Xermaménil), Lovni (Louvigny), Coïni (Colligny), Ponteu (Pontoy), Pinaud (Épinal), Giromouè (Gérardmer), Rambièlè (Rambervillers), Nanceye (Nancy), Lâchou (Laxou), L'nainville (Lunéville), Toue (Toul), Sallebo (Sarrebourg), Ouëpy (Woippy), Virtang (Virton).
On trouve de nombreux mots lorrains dans les noms de rues à Metz avec le pont Sailli, les rues Wad-Billy, de la Baue, aux Ossons, Paille-Maille, Chambière, Coffe Millet, Taison, de Saulnerie, en Fournirue, en Chandelerue. À Nancy : porte de la Craffe, sentier de la Teulotte, rues de la Boudière, de la Foucotte, des Michottes, de la croix d'Auyot, de l'Atrie. À Malzéville, rues de l'Embanie, du Salvon, du Chazeau. À Laxou, rue Com des Chicottes ; dans cette ville, le nom lorrain rue du Chaucheu a été traduit en rue du Pressoir. À Épinal, place de l'Atre, rues du Boudiou, Vautrin (patronyme lorrain), du Saulcy, des Béguinettes, de la Maix. À Gerbéviller, rue de la Deuil. À Moyen, rue de la Ouette charrière. À Dombasle-sur-Meurthe, rue de l'Embanie, du Couaroil, de Behard.

## Déclamation
Le nombre de locuteurs étant très réduit en 2019, il est possible d'écouter la fable d’Ésope, « la bise et le soleil », dans plusieurs variantes du lorrain roman depuis la page de l'Atlas sonore des langues régionales de France, onglet France hexagonale.
L'accent lorrain tend lui aussi à disparaître. Hormis quelques communes dans le Sud-Est de la Meurthe-et-Moselle et dans la campagne vosgienne, il n'est audible en 2019 que par des personnes très attentives. On peut cependant reconnaître certains lorrains qui, comme dans l'ancienne langue régionale, ont tendance à remplacer le pronom démonstratif par un adverbe enclitique. Exemple : l'objet là au lieu de cet objet. Le genre des objets est aussi un piège pour les lorrains car l'ancien langage employait plus souvent le féminin que le français actuel. Des erreurs de genre sur les mots arrosoir, anse ou éclair sont encore fréquentes en 2020.
Les articles le et la qui étaient systématiquement placés devant les noms propres (par exemple : « le Jeannot », « la Marie ») sont beaucoup moins fréquents mais n'ont pas disparu.

## Phonétique
Le phonème /x/ très caractéristique a été abordé dans le paragraphe Toponymie.
La lettre <h> des mots lorrains est nettement expirée comme dans l'Anglais Harvard. On ne doit en aucun cas faire de liaison avec le mot précédent.
<Y> constitue un autre particularisme. Certains philologues n'hésitent pas à le qualifier de « consonne lorraine » puisqu'il s'entend toujours. [Haye], qui signifie haie, est un autre exemple phonétique avec [y]. Le mot se prononçait [eille] comme dans veille.
Les philologues ont longuement débattu à propos du [in] lorrain qui n'existe pas non plus en français. Il est présent notamment dans [roncin]. C'est un son nasillard que Lucien Adam rapproche du [in] latin de « in petto » prononcé de telle sorte que l'on entend à peine l'[n] final.

### Voyelles lorraines
L'on s'est beaucoup moqué de l'accent lorrain avec ses [â], [ô] et [î] traînants et fortement accentués, souvent qualifiés de « paysannerie ». En réalité, il s'agit d'un accent de durée et de gravité qui joue dans la langue lorraine le rôle de l'accent tonique dans d'autres langues. Les [â], [ô] et [î] seraient plutôt à considérer comme des voyelles supplémentaires car les voyelles non accentuées telles qu'on les emploie en français sont parfaitement connues et fréquemment utilisées en lorrain ; exemple, les deux [a] de margatte (mot lorrain signifiant boue) se prononcent exactement comme en français. Il en est de même pour le [o] de godot (verre). En revanche, le [î] traînant de rîge (crible) et de nîge (neige) semble plus rare.
Lucien Adam indique que le lorrain possède les 8 voyelles suivantes dites buccales : i, é, è, a, e, o, ou et u. Il y ajoute 4 voyelles dites nasales : ain, an, on et un.
Alors que le Larousse indique que le français moderne ne possède plus de diphtongue, Lucien Adam en recense plus de trente pour le lorrain mais cette remarque n'a plus guère de sens aujourd'hui puisqu'il n'y a plus assez de locuteurs pour faire entendre ces variations si compliquées.

## Grammaire

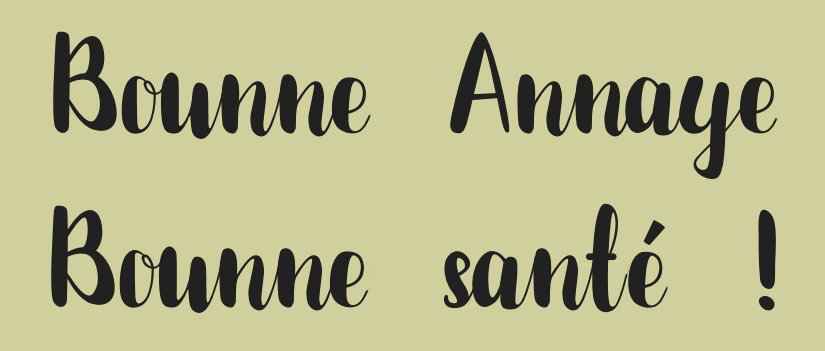
Carte de vœux en lorrain de Meuse (Barrois) : Bounne Annaye, Bounne Santé, écrit parfois Bounne Annaïe / Bounne Anneye...

Si le lorrain n'a pas d'orthographe, il a une grammaire et elle est assez complexe. Léon Zéliqzon recense trois groupes de verbes ayant chacun des verbes irréguliers ainsi que des verbes forts et des verbes faibles. Les verbes pronominaux se conjuguent toujours avec l'auxiliaire avoir.
Là où le français a gardé une grande partie des désinences verbales personnelles du latin (dans la langue écrite), la plupart des verbes lorrains se conjuguent avec seulement deux flexions : une pour le singulier et une pour le pluriel. Exemple de conjugaison à l'imparfait du verbe parler : « dje prakè, te prakè, è prakè, dje prakonne, vos prakonne, è prakonne ».

### Imparfait proche et imparfait lointain
Là où le français n'a qu'un imparfait, le lorrain a développé un système lui permettant d'exprimer une nuance dans cette temporalité par l'adjonction ou non de l'adverbe or (or ou ores signifiait maintenant ou à l'instant en ancien français) après le verbe à l'imparfait. Le lorrain distingue en effet une action passée exprimée à l'imparfait proche dans le temps d'une située plus loin ou d'ordre plus générale. Par exemple, là où le français utilisera le même imparfait pour parler des nuages qui passaient dans le ciel hier de ceux qui passaient dans le ciel quand Louis XIV regardait la construction de Versailles, le lorrain, lui, sera en mesure d'exprimer ici cette nuance et de dire que les nuages passaient or dans le ciel hier, cependant que d'autres passaient dans le ciel quand Louis XIV regardait or la construction de Versailles (les nuages passant désignent une action générale, passive et périphérique, tandis que le nœud de l'action proche est celle de Louis XIV regardant la construction de Versailles).
J'étais or sorti du bus quand on me vola mon sac, et nul ne broncha de ceux qui étaient là !
Le chien aboyait or depuis plus d'une heure quand mon père lui ouvrit
Vous aviez plus de biens que vous n'en paraissiez or avoir
À de rares exceptions près, le lorrain n'utilise pas d'adjectif déterminatif qu'il remplace par un article et un adverbe enclitique. Encore aujourd'hui en 2020 et en français, il n'est pas exceptionnel d'entendre un lorrain dire : « l'homme là » au lieu de « cet homme ».
Les adverbes de lieux sont toujours emphatiques : « to ci » et « to lè » pour [ici] et [là]. Sauf rares exceptions, il en est de même pour les pronoms interrogatifs.
Les noms communs ne subissent pas de modification, ou très rarement, en passant du singulier au pluriel.

## Dictionnaires lorrains
Le Lorrain roman a fait l'objet de nombreuses études, particulièrement de la fin du XVIIIe siècle jusqu'au début du XXe siècle. Voici par ordre chronologique les principaux dictionnaires faisant référence :
- 1775 : Essai sur le patois lorrain des environs du comté du Ban de la Roche par Jérémie-Jacques Oberlin ;
- 1881 : Les patois lorrains par Lucien Adam ;
- 1887 : Essai sur un patois vosgien par Nicolas Haillant ;
- 1922-1924 : dictionnaire des patois romans de la Moselle par Léon Zéliqzon.

Celui de Lucien Adam fut très critiqué lors de sa parution mais c'est surtout l'origine historique qu'il donne à la langue régionale qui fit débat.